# Blue Wings
Blue Wings AG foi uma companhia aérea sediada en Bocholt, na Alemanha. Os serviços da empresa focavam a Rússia, a Turquia, e o Oriente Médio.